# Tillandsia leiboldiana
Tillandsia leiboldiana es una especie de planta epífita dentro del género  Tillandsia, perteneciente a la  familia de las bromeliáceas.  

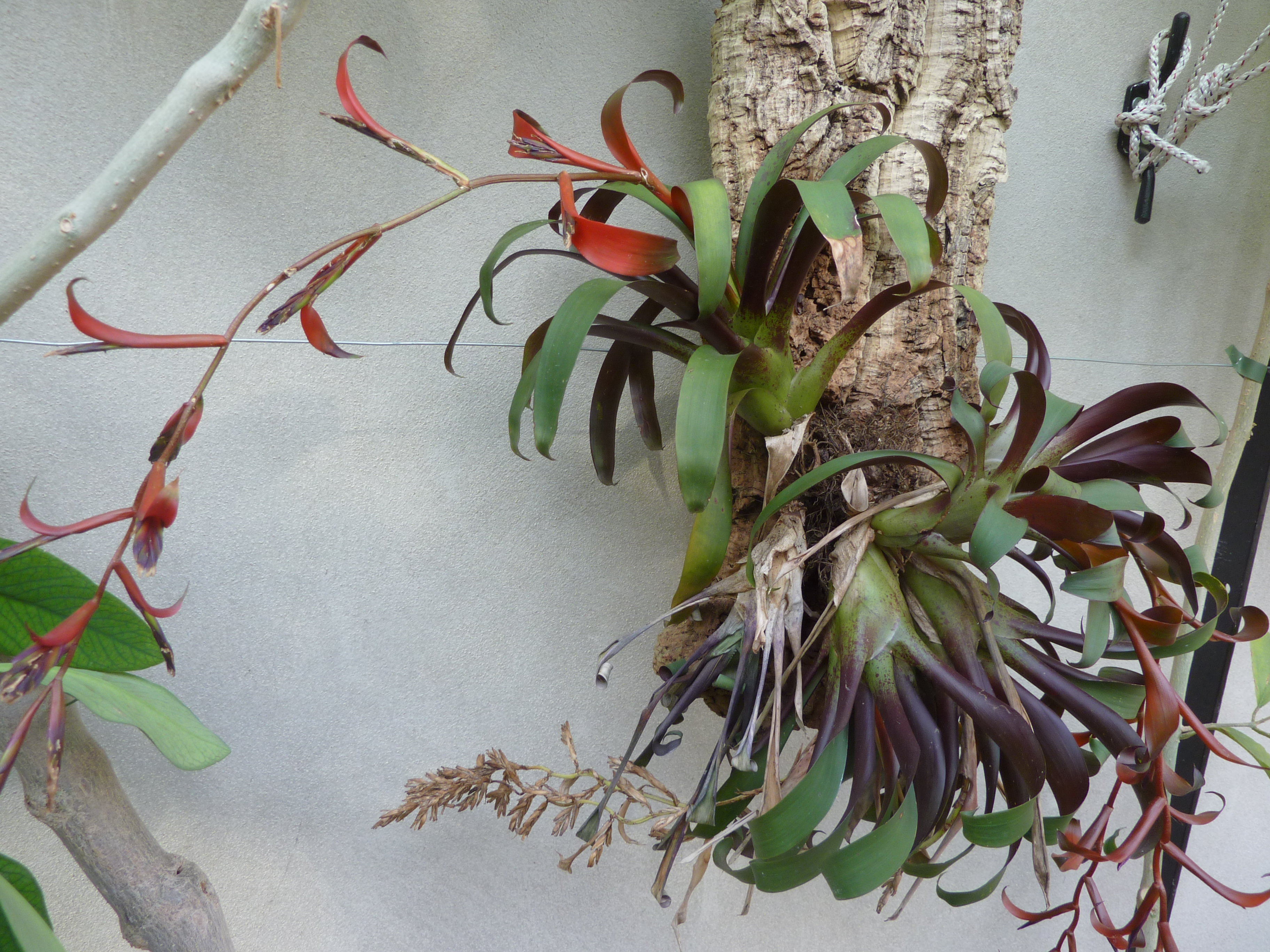
Vista de la planta

## Descripción
Son plantas acaulescentes, que alcanzan un tamaño de 27–70 cm de alto. Hojas de 14–31 cm de largo; vainas de 2.8–5 cm de ancho, café pálidas, frecuentemente matizadas de púrpura distalmente, densamente adpreso-lepidotas; láminas liguladas, 1.4–2.4 cm de ancho, glabras, verdes, frecuentemente matizadas de rojo o rojo-purpúreo. Escapo 13–26 cm de largo, brácteas foliáceas imbricadas; inflorescencia 2 (3)-pinnado compuesta, erecta a péndula, brácteas primarias inferiores foliáceas más largas que las espigas; espigas 4–6 (–7) cm de largo, con 3–6(–8) flores, divergentes a subpatentes, brácteas florales 1.7–2.8 cm de largo, más largas que los sépalos, erectas a subdivergentes en la antesis, carinadas, finamente nervadas, glabras o glabrescentes, cartáceas o a veces subcoriáceas, flores sésiles o con pedicelos hasta 2 mm de largo; sépalos 1.4–1.9 cm de largo, simétricos, los 2 posteriores amplia e inconspicuamente carinados y connados hasta por 3 mm de su longitud, libres del sépalo anterior; pétalos morados. Los frutos son cápsulas de 3–4 cm de largo.

## Distribución y hábitat
Es una especie común que se encuentra en los bosques húmedos, pluvioselvas, nebliselvas, a una altitud de 0–1400 metros; fl y fr mar–oct; desde el sur de México a Panamá.

## Cultivar
- Tillandsia 'Chevalieri'[4]

## Taxonomía
Tillandsia leiboldiana fue descrita por Diederich Franz Leonhard von Schlechtendal y publicado en Linnaea 18: 414. 1844[1845].
Etimología
Tillandsia: nombre genérico que fue nombrado por Carlos Linneo en 1738 en honor al médico y botánico finlandés Dr. Elias Tillandz (originalmente Tillander) (1640-1693).
leiboldiana: epíteto otorgado en honor del botánico Friedrich Ernst Leibold.
Sinonimia
- Tillandsia aschersoniana Wittm.
- Tillandsia coccinea Sessé & Moc.
- Tillandsia leiboldiana var. guttata M.H.Hobbs
- Tillandsia leiboldiana var. leiboldiana
- Tillandsia lilacina Mez
- Tillandsia phyllostachya Baker
- Tillandsia rhodochlamys Baker
- Tillandsia sparsiflora Baker f.
- Tillandsia xyphophylla Baker
- Vriesea siebertiana Sander ex Bois[5][6]